# جاكوار سي-تايب
جاكوار سي-تايب (بالإنجليزية: Jaguar C-Type)‏ هي سيارة من تصنيع شركة سيارات جاكوار.